# Condado de Prairie (Montana)
O Condado de Prairie é um dos 56 condados do estado norte-americano de Montana. A sede de condado é Hardin, que é também a sua maior cidade. O condado tem uma área de 4514 km² (dos quais 16 km² estão cobertos por água), uma população de 1111 habitantes, e uma densidade populacional de 0,26 hab/km² (segundo o censo nacional de 2000). O condado foi fundado em 1915 e recebeu o seu nome a partir da sua localização nas Grandes Planícies da América do Norte.